# Soulseek
Soulseek – nazwa sieci i programu P2P, który umożliwia wymianę plików różnego rodzaju między jego użytkownikami. Program został napisany przez Nira Arbela dla promowania muzyki elektronicznej, a z czasem stał się bardzo popularnym programem, który ma obecnie szerokie grono zwolenników.
Cechą charakterystyczną Soulseeka jest możliwość ściągania całych folderów, a nie tylko pojedynczych plików, co znacznie ułatwia kompletowanie pełnych albumów.
Soulseek służy nie tylko do wymieniania się plikami różnego rodzaju. Jest także swego rodzaju komunikatorem. Każdy może tam stworzyć swój własny kanał, porozmawiać z fanami różnych grup muzycznych i wymienić się poglądami na wiele różnych tematów. Można również szukać plików w obrębie jednego kanału, co jest zwykle szybsze niż przeszukiwanie całego serwera.